# Domqueur
Domqueur (picardisch: Dontcheur) ist eine nordfranzösische Gemeinde mit 305 Einwohnern (Stand 1. Januar 2022) im Département Somme in der Region Hauts-de-France. Die Gemeinde liegt im Arrondissement Abbeville und ist Teil der Communauté de communes Ponthieu-Marquenterre und des Kantons Rue.

## Geographie
Die Gemeinde liegt rund 6 km nordöstlich von Ailly-le-Haut-Clocher und 8,5 km nordwestlich von Domart-en-Ponthieu an der Départementsstraße D108, die einen Teil des Systems der Chaussée Brunehaut bildet. Zur Gemeinde gehören der Weiler Le Plouis im Westen mit zwei Schlössern sowie die Mühle Moulin Poire. Das Gemeindegebiet liegt im Regionalen Naturpark Baie de Somme Picardie Maritime.

## Geschichte
Funde aus römischer Zeit und die Nähe zur Chaussée Brunehaut deuten auf frühe Besiedelung hin. Duroicoregum war eine Station an der Römerstraße von Amiens nach Boulogne-sur-Mer. Auch wurden Fundamente einer Tempelherrenniederlassung entdeckt. Die Souterrains (muches) werden auf die Auseinandersetzungen mit Spanien im 17. Jahrhundert datiert.
In Domqueur wurde Phosphatbergbau betrieben.

## Einwohner
| 1962 | 1968 | 1975 | 1982 | 1990 | 1999 | 2006 | 2011 |
| ---- | ---- | ---- | ---- | ---- | ---- | ---- | ---- |
| 329  | 326  | 276  | 261  | 243  | 262  | 267  | 297  |

## Sehenswürdigkeiten
- Kirche Saint-Saturnin[1]

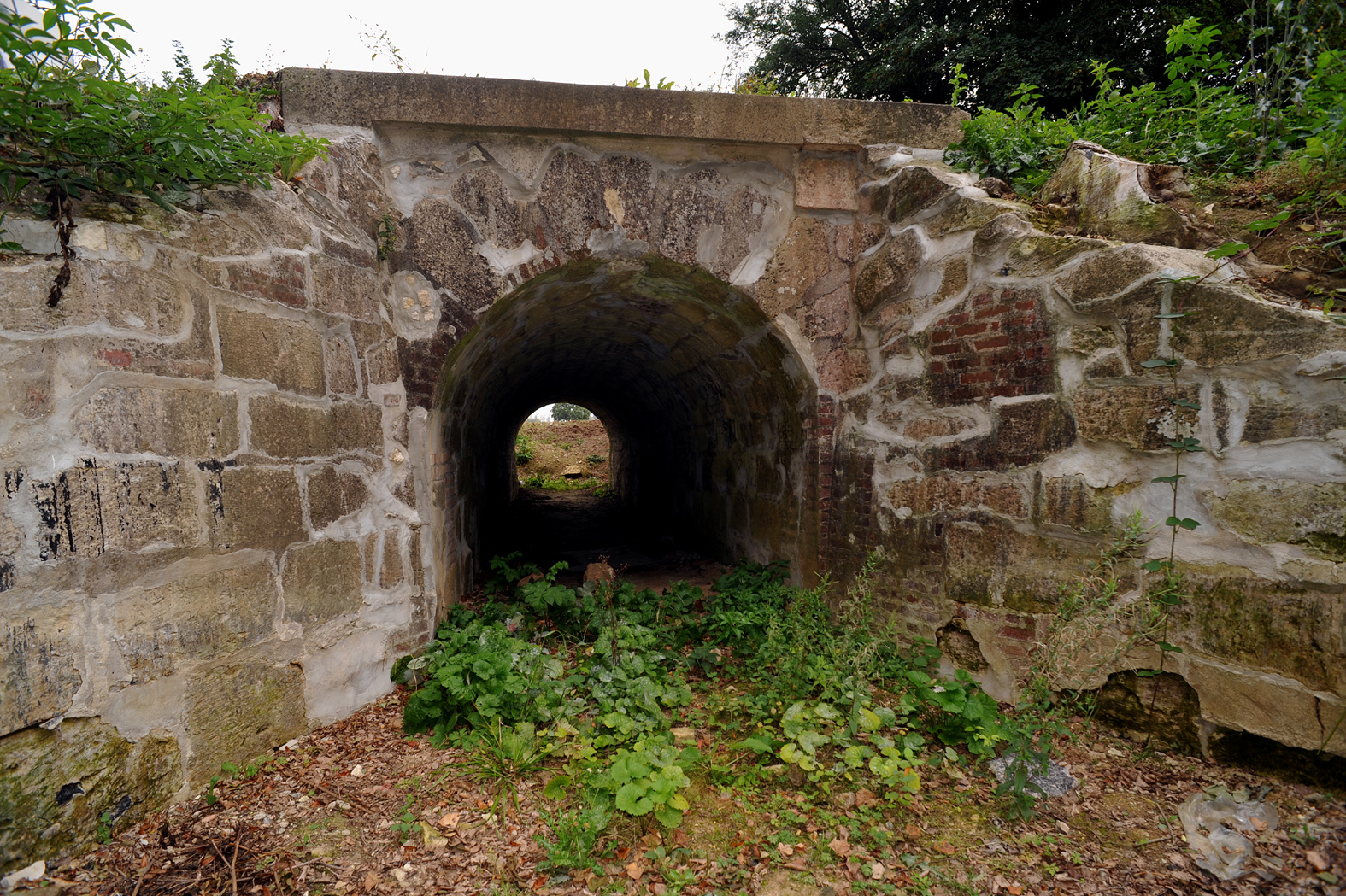
Römische Brücke

- Souterrains (muches) mit dem Presbytère de Domqueur, 1992 als Monument historique eingetragen[2]
- Kriegerdenkmal
- römische Brücke[3]